# Nuevo Bochil
Nuevo Bochil es una localidad del estado mexicano de Chiapas. Es parte del municipio de Chiapa de Corzo.

## Demografía
| Censo | Población |
| ----- | --------- |
| 2000  | 11        |
| 2010  | 196       |
| 2020  | 1 459     |